# 教研室
教研室是专门从事教学研究的机构。在中国大陆，每个省、市、区县甚至乡镇都有教研室。在很多学校也有教研室。教研室的人员组成一般为：
- 主任：总体负责
- 副主任：协助主任开展工作
- 各个学科的教研员：负责各个学科的教研工作。